# Władcy Teb
Pan połowy Teb – tytuł noszony przez rządzących feudalnym władztwem obejmującym część Teb. Jego początki związane są z przedstawicielami rodziny Saint Omer. Władztwo to było częścią księstwa Aten. 
- Bela z Saint Omer 1240–1258
- Mikołaj II z Saint Omer 1258-1294
- Otton z Saint Omer 1294-1299
- Mikołaj III z Saint Omer 1299-1311
- podbój Teb przez Kompanię Katalońska
- Jerzy II Ghisi 1327-1341
- Jan z Uturbia 1379-1388 Teby pod władzą kompanii Nawarskiej
- Nerio I Acciaiuoli 1388-1394
- Antoni I Acciaiuoli 1394-1402
- Franciszek II Acciaiuoli 1456-1460